# Хайнц, Вольфганг (актёр)
Вольфганг Хайнц (нем. Wolfgang Heinz; 18 мая 1900, Пильзен, Австро-Венгрия — 30 октября 1984, Берлин, ГДР) — немецкий театральный деятель, актёр театра и кино, режиссёр, лауреат Национальной премии ГДР (1954 и 1959). Президент Союза театральных работников ГДР (с 1966). Член Академии искусств ГДР. Почётный гражданин Берлина.

## Биография
Член КПГ с 1930 года, СЕПГ — с 1956 года. Член Академии искусств ГДР. Дебютировал на сцене в 1917 г. В 1920—1933 годах риграл в театрах Берлина (Немецкий театр) и Гамбурга («Каммершииле»). После захвата власти нацистами эмигрировал за границу.
В 1934—1946 годах работал в цюрихском театре «Шаушпильхауз», в 1948 г. — один из основателей, в 1951—1956 годах — художественный руководитель венского театра «Скала». С 1956 года работал в труппе (в 1963—1970 художественный руководитель) берлинского Немецкого театра, в 1962—1963 — берлинского театра «Фольксбюне».
Создатель выдающихся трагических образов — Шейлок, Яго («Венецианский купец», «Отелло» Шекспира), Натан («Натан Мудрый» Лессинга) и характерных ролей — пастор Мандерс («Кукольный дом» Ибсена), Тетерев («Мещане» Горького), Повар («Мамаша Кураж и её дети» Брехта) и др.
Играл роль профессора Мамлока в пьесе Ф. Вольфа «Профессор Мамлок» (1967) в одноимённом фильме (1961), поставленном режиссёром К. Вольфом. Сыграл с 1919 года в более чем 20 фильмах, в том числе немых. Был режиссёром 4 кинолент.
Ставил пьесы М. Горького, Н. Ф. Погодина и др. советских драматургов, а также Брехта, Шекспира, А. Н. Островского.